# Tony Trimmer
Tony Trimmer (1943. január 24. –) brit autóversenyző.

## Pályafutása
1970-ben brit Formula–3-as bajnok volt.
1975 és 1978 között hat Formula–1-es versenyen vett részt. A hat alkalomból egyszer sem érte el a futamon való induláshoz szükséges limitet.
1978-ban első, 1982-ben második lett a brit Formula–1-es bajnokságon.
Tony két alkalommal vett részt a Le Mans-i 24 órás autóversenyen. 1979-ben és 1981-ben állt rajthoz a viadalon, ám egyik versenyen sem ért célba.

## Eredményei

### Teljes Formula–1-es eredménysorozata
(Táblázat értelmezése)

(Félkövér: pole-pozícióból indult; dőlt: leggyorsabb kört futott) 

| Év   | Csapat            | Modell       | Motor       | 1   | 2   | 3   | 4   | 5   | 6   | 7   | 8   | 9   | 10     | 11     | 12     | 13     | 14  | 15  | 16     | 17  | Helyezés | Pont |
| ---- | ----------------- | ------------ | ----------- | --- | --- | --- | --- | --- | --- | --- | --- | --- | ------ | ------ | ------ | ------ | --- | --- | ------ | --- | -------- | ---- |
| 1975 | Maki Engineering  | Maki F101C   | Cosworth V8 | ARG | BRA | RSA | ESP | MON | BEL | SWE | NED | FRA | GBR    | GER Nk | AUT Nk | ITA Nk | USA |     |        |     |          | 0    |
| 1976 | Maki Engineering  | Maki F102A   | Cosworth V8 | BRA | RSA | USW | ESP | BEL | MON | SWE | FRA | GBR | GER    | AUT    | NED    | ITA    | CAN | USA | JPN Nk |     |          | 0    |
| 1977 | Melchester Racing | Surtees TS19 | Cosworth V8 | ARG | BRA | RSA | USW | ESP | MON | BEL | SWE | FRA | GBR Nk | GER    | AUT    | NED    | ITA | USA | CAN    | JPN |          | 0    |
| 1978 | Melchester Racing | McLaren M23  | Cosworth V8 | ARG | BRA | RSA | USW | MON | BEL | ESP | SWE | FRA | GBR Nk | GER    | AUT    | NED    | ITA | USA | CAN    |     |          | 0    |

### Le Mans-i 24 órás autóverseny
| Év   | Csapat        | Autó               | Csapattárs   | Csapattárs   | Helyezés |
| ---- | ------------- | ------------------ | ------------ | ------------ | -------- |
| 1979 | Dome Co. Ltd. | Dome Zero RL       | Bob Evans    |              | Kiesett  |
| 1979 | Dome Co. Ltd. | Dome Zero RL       | Chris Craft  | Gordon Spice | Kiesett  |
| 1981 | Ian Bracey    | Ibec-Hesketh 308LM | Tiff Needell |              | Kiesett  |

- Tony az 1979-es verseny két alakulat tagjaként is jelen volt.

## Külső hivatkozások
- Profilja az f1db.com honlapon (angolul)
- Profilja a statsf1.com honlapon (angolul)